# Хінтинг
Хі́нтинг, або хінтування, хінтінг (англ. hinting) — метод прив'язки форми векторної літери шрифту до сітки (наприклад пікселів екрану), щоб уникнути імовірних деформацій. Полягає у позначенні ключових моментів шрифтової форми так званими хінтами, тобто спеціальними інструкціями. Особливо потрібен для малих розмірів літер чи при низькій роздільності відтворюючого пристрою.
Інструкції для хінтингу зазвичай розмічаються у шрифтовому редакторі, і додаються до файлу шрифту.